# San Pedro Sula
San Pedro Sula is met 754.000 inwoners de tweede stad (gemeentecode 0501) van Honduras. Gedurende de laatste eeuw heeft de stad een snelle industriële ontwikkeling doorgemaakt en wordt daarom ook wel de industriële hoofdstad van Honduras genoemd.

De stad ligt in de tropische laaglanden in het Caribische kustgebied van Honduras.
San Pedro Sula werd op 27 juni 1536 gesticht door Pedro de Alvarado, onder de naam
San Pedro de Puerto de Caballos. Kort daarna veranderde de naam in kortweg San Pedro. De herkomst van de huidige toevoeging Sula is niet bekend. Vermoed wordt dat het afkomstig is van het Nahuatl woord sollan, hetgeen betekent plaats waar kwartels verblijven. Een andere verklaring is dat het woord afkomstig is uit het Miskiets, waar het woord solá ader betekent.
Tot ver in de 19e eeuw was de stad van weinig belang. De stad werd in de beginjaren van haar bestaan zwaar gefrequenteerd door piraten. Door de groeiende bananenindustrie en de aanleg van een spoorlijn aan het einde van de 19e eeuw kwam de stad tot bloei. Van 1700 inwoners groeide San Pedro Sula in 60 jaar tijd naar een inwoneraantal van 20.000 omstreeks het jaar 1950. In 2000 telde de stad 540.000 inwoners. In 1988 vond de Amerikaanse fastfood-keten Pizza Hut het de moeite waard om een restaurant te openen in San Pedro Sula. De stad was daarmee de eerste stad van Honduras waar fastfood met succes geïntroduceerd werd.
Een recent probleem in San Pedro Sula is het bestaan van jeugdbendes. In heel Honduras staken deze bendes naar Amerikaans voorbeeld de kop op in de economisch slechte periode direct nadat het land in 1998 door de orkaan Mitch ernstige schade leed. Met name in San Pedro Sula kregen de mara's (jeugdbendes) voet aan de grond. De Mara Salvatrucha (MS-13) is een bende die wereldwijd opereert, en San Pedro Sula is een bolwerk van de MS-13 in Honduras. Ex-president Maduro loofde tijdens zijn bewind een beloning uit van 1 miljoen lempira voor informatie die het mogelijk zou maken om de bende op te rollen.
In 2012 werd San Pedro Sula beschouwd als de gevaarlijkste stad van de wereld buiten oorlogsgebied.

## Bevolking
De bevolking is als volgt verdeeld:
| Vrouwen | 395.531 | 52,5% |
| Mannen  | 358.530 | 47,5% |

## Klimaat
San Pedro Sula heeft een Tropisch savanneklimaat (Aw). Er zijn grofweg twee seizoenen aan te wijzen in San Pedro Sula, een regenseizoen en een droog seizoen. Het regenseizoen loopt van mei tot oktober, en het droge seizoen van november tot april. Het regenseizoen valt min of meer samen met het orkaanseizoen van de Atlantische Oceaan, dat loopt van 1 juni tot 1 december. In het regenseizoen regent het niet de hele dag, in de namiddag vormen zich regen- en onweersbuien waar veel regen uit valt.
| Maand                  | jan  | feb  | mrt  | apr  | mei  | jun  | jul  | aug  | sep  | okt  | nov  | dec  | Jaar  |
| ---------------------- | ---- | ---- | ---- | ---- | ---- | ---- | ---- | ---- | ---- | ---- | ---- | ---- | ----- |
| Gemiddeld maximum (°C) | 25,9 | 26,2 | 27,3 | 28,6 | 34,9 | 33,3 | 32,2 | 31,4 | 31,9 | 30,5 | 28,4 | 26,0 | 32,6  |
| Gemiddeld minimum (°C) | 18,2 | 19,1 | 20,3 | 22,5 | 22,9 | 24,2 | 24,8 | 25,1 | 23,5 | 23,0 | 20,0 | 18,8 | 21,1  |
|                        |      |      |      |      |      |      |      |      |      |      |      |      |       |
| Neerslag (mm)          | 69   | 50   | 40   | 41   | 60   | 144  | 130  | 122  | 170  | 149  | 100  | 91   | 106,8 |
| Bron:                  |      |      |      |      |      |      |      |      |      |      |      |      |       |

## Dorpen
De gemeente bestaat uit 52 dorpen (aldea), waarvan de grootste qua inwoneraantal: San Pedro Sula (code 050101), Cofradia (050108) en Sabana de Jucutuma (050907).

## Geboren
- David Suazo (1979), voetballer
- Carlos Costly (1982), voetballer
- Mario Roberto Martínez (1989), voetballer

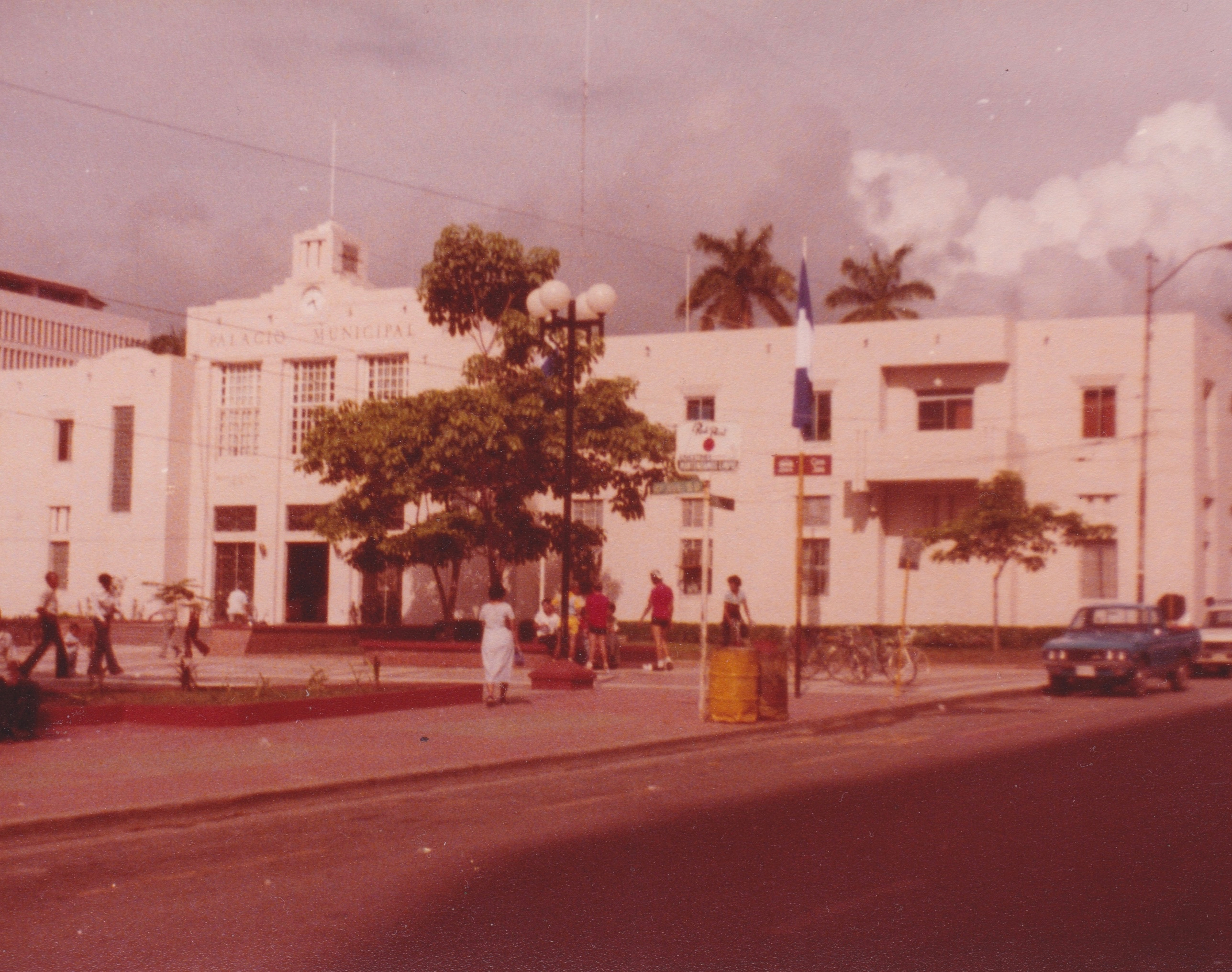
Gemeentehuis